# 태산 (가수)
태산(본명: 한동민), (한국 한자: 漢東旼), (2004년 8월 10일 ~ )은 대한민국의 가수로 케이오지엔터테인먼트 (KOZ)소속이며 대한민국의 보이 그룹 보이넥스트도어의 멤버이다. 광주광역시 서구 화정동 출신이다.
좋아하는 색은 빨간색이고 이유는 눈에 잘 띄고 기억에 잘 남기 때문이라고 한다.

## 학력
| 연도 | 학교             | 학과 | 비고 |
| ---- | ---------------- | ---- | ---- |
|      | 광주화정초등학교 |      | 졸업 |
|      | 신사중학교       |      | 졸업 |
|      | 청담고등학교     |      | 졸업 |

## 텔레비전 프로그램

### 방송
| 연도     | 기간       | 방송사 | 제목            | 역할      | 장르 | 비고             |
| -------- | ---------- | ------ | --------------- | --------- | ---- | ---------------- |
| 2024년 ~ | 1월 21일 ~ | SBS    | 《SBS인기가요》 | 스페셜 MC | 예능 | 스페셜 MC로 출연 |